# Фудбалска репрезентација Малавија
Фудбалска репрезентација Малавија (енгл. Malawi national football team) национални је фудбалски тим који на међународној фудбалској сцени представља афричку државу Малави. Делује под ингеренцијом Фудбалског савеза Малавијаа који је основан 1968, а у пуноправном чланству ФИФА и КАФ је од 1968, односно од 1973. године. Пре 1966. репрезентација је наступала под именом Њасаланд.
Репрезентација је позната под надимком The Flames (Пламенови), националне боје су зелена и црвена, а своје домаће утакмице тим игра на националном стадиону Бингу у Лилонгвеу капацитета око 41.000 места. ФИФА кôд земље је MWI. Најбољи пласман на ФИФа ранг листи репрезентација Мадагаскара остварила је у децембру 1992. када је заузимала 53. место, док су најлошији пласман имали у децембру 2007. када су заузимали 138. место.
Репрезентација Малавија се у досадашњој историји никада није пласирала на неко од светских првенстава, док је на континенталном Афричком купу нација екипа учествовала два пута (први пут 1984. године).

## Резултати на светским првенствима
| ФИФА светско првенство | ФИФА светско првенство | ФИФА светско првенство | ФИФА светско првенство | ФИФА светско првенство | ФИФА светско првенство | ФИФА светско првенство | ФИФА светско првенство | ФИФА светско првенство |                     | Квалификације за светска првенства | Квалификације за светска првенства | Квалификације за светска првенства | Квалификације за светска првенства | Квалификације за светска првенства | Квалификације за светска првенства |
| Година                 | Коло                   | Пласман                | Ут                     | П                      | Н                      | И                      | Гол+                   | Гол-                   | Ут                  | П                                  | Н                                  | И                                  | Гол+                               | Гол-                               |                                    |
| ---------------------- | ---------------------- | ---------------------- | ---------------------- | ---------------------- | ---------------------- | ---------------------- | ---------------------- | ---------------------- | ------------------- | ---------------------------------- | ---------------------------------- | ---------------------------------- | ---------------------------------- | ---------------------------------- | ---------------------------------- |
| 1930−1974.             | Нису учествовали       | Нису учествовали       | Нису учествовали       | Нису учествовали       | Нису учествовали       | Нису учествовали       | Нису учествовали       | Нису учествовали       | Нису учествовали    | Нису учествовали                   | Нису учествовали                   | Нису учествовали                   | Нису учествовали                   | Нису учествовали                   |                                    |
| 1978.                  | Нису се квалификовали  | Нису се квалификовали  | Нису се квалификовали  | Нису се квалификовали  | Нису се квалификовали  | Нису се квалификовали  | Нису се квалификовали  | Нису се квалификовали  | 2                   | 0                                  | 0                                  | 2                                  | 0                                  | 5                                  |                                    |
| 1982.                  | Нису се квалификовали  | Нису се квалификовали  | Нису се квалификовали  | Нису се квалификовали  | Нису се квалификовали  | Нису се квалификовали  | Нису се квалификовали  | Нису се квалификовали  | 2                   | 0                                  | 1                                  | 1                                  | 1                                  | 4                                  |                                    |
| 1986.                  | Нису се квалификовали  | Нису се квалификовали  | Нису се квалификовали  | Нису се квалификовали  | Нису се квалификовали  | Нису се квалификовали  | Нису се квалификовали  | Нису се квалификовали  | 4                   | 2                                  | 0                                  | 2                                  | 5                                  | 2                                  |                                    |
| 1990.                  | Нису се квалификовали  | Нису се квалификовали  | Нису се квалификовали  | Нису се квалификовали  | Нису се квалификовали  | Нису се квалификовали  | Нису се квалификовали  | Нису се квалификовали  | 8                   | 2                                  | 3                                  | 3                                  | 6                                  | 6                                  |                                    |
| 1994.                  | Одустали од наступа    | Одустали од наступа    | Одустали од наступа    | Одустали од наступа    | Одустали од наступа    | Одустали од наступа    | Одустали од наступа    | Одустали од наступа    | Одустали од наступа | Одустали од наступа                | Одустали од наступа                | Одустали од наступа                | Одустали од наступа                | Одустали од наступа                |                                    |
| 1998.                  | Нису се квалификовали  | Нису се квалификовали  | Нису се квалификовали  | Нису се квалификовали  | Нису се квалификовали  | Нису се квалификовали  | Нису се квалификовали  | Нису се квалификовали  | 2                   | 0                                  | 0                                  | 2                                  | 0                                  | 4                                  |                                    |
| 2002.                  | Нису се квалификовали  | Нису се квалификовали  | Нису се квалификовали  | Нису се квалификовали  | Нису се квалификовали  | Нису се квалификовали  | Нису се квалификовали  | Нису се квалификовали  | 8                   | 1                                  | 2                                  | 5                                  | 6                                  | 12                                 |                                    |
| 2006.                  | Нису се квалификовали  | Нису се квалификовали  | Нису се квалификовали  | Нису се квалификовали  | Нису се квалификовали  | Нису се квалификовали  | Нису се квалификовали  | Нису се квалификовали  | 12                  | 2                                  | 4                                  | 6                                  | 15                                 | 27                                 |                                    |
| 2010.                  | Нису се квалификовали  | Нису се квалификовали  | Нису се квалификовали  | Нису се квалификовали  | Нису се квалификовали  | Нису се квалификовали  | Нису се квалификовали  | Нису се квалификовали  | 12                  | 5                                  | 1                                  | 6                                  | 18                                 | 16                                 |                                    |
| 2014.                  | Нису се квалификовали  | Нису се квалификовали  | Нису се квалификовали  | Нису се квалификовали  | Нису се квалификовали  | Нису се квалификовали  | Нису се квалификовали  | Нису се квалификовали  | 6                   | 1                                  | 4                                  | 1                                  | 4                                  | 5                                  |                                    |
| 2018.                  | Нису се квалификовали  | Нису се квалификовали  | Нису се квалификовали  | Нису се квалификовали  | Нису се квалификовали  | Нису се квалификовали  | Нису се квалификовали  | Нису се квалификовали  | 2                   | 1                                  | 0                                  | 1                                  | 1                                  | 2                                  |                                    |
| 2022.                  | Биће одлучено          | Биће одлучено          | Биће одлучено          | Биће одлучено          | Биће одлучено          | Биће одлучено          | Биће одлучено          | Биће одлучено          | Биће одлучено       | Биће одлучено                      | Биће одлучено                      | Биће одлучено                      | Биће одлучено                      | Биће одлучено                      |                                    |
| 2026.                  | Биће одлучено          | Биће одлучено          | Биће одлучено          | Биће одлучено          | Биће одлучено          | Биће одлучено          | Биће одлучено          | Биће одлучено          | Биће одлучено       | Биће одлучено                      | Биће одлучено                      | Биће одлучено                      | Биће одлучено                      | Биће одлучено                      |                                    |
| Укупно                 |                        | 0/21                   |                        |                        |                        |                        |                        |                        | 58                  | 14                                 | 15                                 | 29                                 | 56                                 | 83                                 |                                    |

## Афрички куп нација
| Успеси на Афричком купу нација | Успеси на Афричком купу нација | Успеси на Афричком купу нација | Успеси на Афричком купу нација | Успеси на Афричком купу нација | Успеси на Афричком купу нација | Успеси на Афричком купу нација | Успеси на Афричком купу нација | Успеси на Афричком купу нација |
| Година                         | Коло                           | Пласман                        | Ут                             | П                              | Н                              | И                              | Гол+                           | Гол-                           |
| ------------------------------ | ------------------------------ | ------------------------------ | ------------------------------ | ------------------------------ | ------------------------------ | ------------------------------ | ------------------------------ | ------------------------------ |
| 1957−1974.                     | Нису учествовали               | Нису учествовали               | Нису учествовали               | Нису учествовали               | Нису учествовали               | Нису учествовали               | Нису учествовали               | Нису учествовали               |
| 1976.                          | Нису се квалификовали          | Нису се квалификовали          | Нису се квалификовали          | Нису се квалификовали          | Нису се квалификовали          | Нису се квалификовали          | Нису се квалификовали          | Нису се квалификовали          |
| 1978.                          | Нису се квалификовали          | Нису се квалификовали          | Нису се квалификовали          | Нису се квалификовали          | Нису се квалификовали          | Нису се квалификовали          | Нису се квалификовали          | Нису се квалификовали          |
| 1980.                          | Нису се квалификовали          | Нису се квалификовали          | Нису се квалификовали          | Нису се квалификовали          | Нису се квалификовали          | Нису се квалификовали          | Нису се квалификовали          | Нису се квалификовали          |
| 1982.                          | Нису се квалификовали          | Нису се квалификовали          | Нису се квалификовали          | Нису се квалификовали          | Нису се квалификовали          | Нису се квалификовали          | Нису се квалификовали          | Нису се квалификовали          |
| 1984.                          | Групна фаза                    | 7/8                            | 3                              | 0                              | 1                              | 2                              | 2                              | 6                              |
| 1986.                          | Нису се квалификовали          | Нису се квалификовали          | Нису се квалификовали          | Нису се квалификовали          | Нису се квалификовали          | Нису се квалификовали          | Нису се квалификовали          | Нису се квалификовали          |
| 1988.                          | Нису се квалификовали          | Нису се квалификовали          | Нису се квалификовали          | Нису се квалификовали          | Нису се квалификовали          | Нису се квалификовали          | Нису се квалификовали          | Нису се квалификовали          |
| 1990.                          | Нису се квалификовали          | Нису се квалификовали          | Нису се квалификовали          | Нису се квалификовали          | Нису се квалификовали          | Нису се квалификовали          | Нису се квалификовали          | Нису се квалификовали          |
| 1992.                          | Нису се квалификовали          | Нису се квалификовали          | Нису се квалификовали          | Нису се квалификовали          | Нису се квалификовали          | Нису се квалификовали          | Нису се квалификовали          | Нису се квалификовали          |
| 1994.                          | Нису се квалификовали          | Нису се квалификовали          | Нису се квалификовали          | Нису се квалификовали          | Нису се квалификовали          | Нису се квалификовали          | Нису се квалификовали          | Нису се квалификовали          |
| 1996.                          | Нису се квалификовали          | Нису се квалификовали          | Нису се квалификовали          | Нису се квалификовали          | Нису се квалификовали          | Нису се квалификовали          | Нису се квалификовали          | Нису се квалификовали          |
| 1998.                          | Нису се квалификовали          | Нису се квалификовали          | Нису се квалификовали          | Нису се квалификовали          | Нису се квалификовали          | Нису се квалификовали          | Нису се квалификовали          | Нису се квалификовали          |
| 2000.                          | Нису се квалификовали          | Нису се квалификовали          | Нису се квалификовали          | Нису се квалификовали          | Нису се квалификовали          | Нису се квалификовали          | Нису се квалификовали          | Нису се квалификовали          |
| 2002.                          | Нису се квалификовали          | Нису се квалификовали          | Нису се квалификовали          | Нису се квалификовали          | Нису се квалификовали          | Нису се квалификовали          | Нису се квалификовали          | Нису се квалификовали          |
| 2004.                          | Нису се квалификовали          | Нису се квалификовали          | Нису се квалификовали          | Нису се квалификовали          | Нису се квалификовали          | Нису се квалификовали          | Нису се квалификовали          | Нису се квалификовали          |
| 2006.                          | Нису се квалификовали          | Нису се квалификовали          | Нису се квалификовали          | Нису се квалификовали          | Нису се квалификовали          | Нису се квалификовали          | Нису се квалификовали          | Нису се квалификовали          |
| 2008.                          | Нису се квалификовали          | Нису се квалификовали          | Нису се квалификовали          | Нису се квалификовали          | Нису се квалификовали          | Нису се квалификовали          | Нису се квалификовали          | Нису се квалификовали          |
| 2010.                          | Групна фаза                    | 11/16                          | 3                              | 1                              | 0                              | 2                              | 4                              | 5                              |
| 2012.                          | Нису се квалификовали          | Нису се квалификовали          | Нису се квалификовали          | Нису се квалификовали          | Нису се квалификовали          | Нису се квалификовали          | Нису се квалификовали          | Нису се квалификовали          |
| 2013.                          | Нису се квалификовали          | Нису се квалификовали          | Нису се квалификовали          | Нису се квалификовали          | Нису се квалификовали          | Нису се квалификовали          | Нису се квалификовали          | Нису се квалификовали          |
| 2015.                          | Нису се квалификовали          | Нису се квалификовали          | Нису се квалификовали          | Нису се квалификовали          | Нису се квалификовали          | Нису се квалификовали          | Нису се квалификовали          | Нису се квалификовали          |
| 2017.                          | Нису се квалификовали          | Нису се квалификовали          | Нису се квалификовали          | Нису се квалификовали          | Нису се квалификовали          | Нису се квалификовали          | Нису се квалификовали          | Нису се квалификовали          |
| 2019.                          | Квалификације у току           | Квалификације у току           | Квалификације у току           | Квалификације у току           | Квалификације у току           | Квалификације у току           | Квалификације у току           | Квалификације у току           |
| 2021.                          | Будући догађај                 | Будући догађај                 | Будући догађај                 | Будући догађај                 | Будући догађај                 | Будући догађај                 | Будући догађај                 | Будући догађај                 |
| 2023.                          | Будући догађај                 | Будући догађај                 | Будући догађај                 | Будући догађај                 | Будући догађај                 | Будући догађај                 | Будући догађај                 | Будући догађај                 |
| Укупно                         | Групна фаза                    | 2/31                           | 6                              | 1                              | 1                              | 4                              | 6                              | 11                             |